# Mistrovství světa v pozemním hokeji mužů 2006
11. mistrovství světa v pozemním hokeji mužů se uskutečnilo ve dnech 6. až 17. září 2006 na stadionu Warsteiner HockeyPark v Mönchengladbachu.

## Program turnaje
Turnaje se zúčastnilo 12 týmů, které byly rozděleny do 2 šestičlenných skupin, ve kterých se hrálo způsobem jeden zápas každý s každým a poté týmy na 1. a 2. místě ve skupinách postoupily do semifinále. Týmy na 3. a 4. místě hrály o 5. až 8. místo a týmy na 5. a 6. místě hrály o 9. až 12. místo.

## Základní skupiny

### Skupina A
- 6. září
- Argentina – Nový Zéland 0:3
- 7. září
- Pákistán – Japonsko 4:0
- Austrálie – Španělsko 1:3
- 8. září
- Nový Zéland – Pákistán 4:4
- Španělsko – Argentina 1:1
- 9. září
- Japonsko – Nový Zéland 0:1
- Argentina – Austrálie 0:4
- 10. září
- Pákistán – Španělsko 2:2
- Austrálie – Japonsko 3:1
- 11. září
- Španělsko – Nový Zéland 3:1
- Argentina – Pákistán 1:0
- 12. září
- Nový Zéland – Austrálie 1:7
- Japonsko – Argentina 4:3
- 13. září
- Japonsko – Španělsko 2:4
- Austrálie – Pákistán 3:0

| Poř. | Tým         | Z | V | R | P | VG | OG | B  |
| ---- | ----------- | - | - | - | - | -- | -- | -- |
| 1.   | Austrálie   | 5 | 4 | 0 | 1 | 18 | 5  | 12 |
| 2.   | Španělsko   | 5 | 3 | 2 | 0 | 13 | 7  | 11 |
| 3.   | Nový Zéland | 5 | 2 | 1 | 2 | 10 | 14 | 7  |
| 4.   | Pákistán    | 5 | 1 | 2 | 2 | 10 | 10 | 5  |
| 5.   | Argentina   | 5 | 1 | 1 | 3 | 5  | 12 | 4  |
| 6.   | Japonsko    | 5 | 1 | 0 | 4 | 7  | 15 | 3  |

### Skupina B
- 6. září
- Německo – Indie 3:2
- Jižní Korea – Nizozemsko 3:2
- 7. září
- Indie – Anglie 2:3
- Nizozemsko – Jihoafrická republika 2:0
- 8. září
- Anglie – Jižní Korea 0:1
- 9. září
- Jihoafrická republika – Indie 1:1
- Německo – Nizozemsko 2:2
- 10. září
- Anglie – Německo 1:2
- Jižní Korea – Jihoafrická republika 2:2
- 11. září
- Indie – Jižní Korea 1:2
- Nizozemsko – Anglie 4:3
- 12. září
- Německo – Jihoafrická republika 5:0
- Indie – Nizozemsko 1:6
- 13. září
- Jižní Korea – Německo 0:0
- Jihoafrická republika – Anglie 1:3

| Poř. | Tým          | Z | V | R | P | VG | OG | B  |
| ---- | ------------ | - | - | - | - | -- | -- | -- |
| 1.   | Německo      | 5 | 3 | 2 | 0 | 12 | 5  | 11 |
| 2.   | Jižní Korea  | 5 | 3 | 2 | 0 | 8  | 5  | 11 |
| 3.   | Nizozemsko   | 5 | 3 | 1 | 1 | 16 | 9  | 10 |
| 4.   | Anglie       | 5 | 2 | 0 | 3 | 10 | 10 | 6  |
| 5.   | Jižní Afrika | 5 | 0 | 2 | 3 | 4  | 13 | 2  |
| 6.   | Indie        | 5 | 0 | 1 | 4 | 7  | 15 | 1  |

## Zápasy o umístění
15. září zápasy o 5. až 8. místo a obě semifinále, 16. září se odehrály zápasy o 9. až 12. místo, zápas o 7. místo a zápas o 5. místo a 17. září se odehrály zápasy o 11. místo, o 9. místo, o 3. místo a finále.

### Schéma zápasů o 9. až 12. místo
|  | O 9. až 12. místo | O 9. až 12. místo | O 9. až 12. místo |  |  | O 9. místo  | O 9. místo   | O 9. místo  |
|  |                   |                   |                   |  |  |             |              |             |
|  | 5.A               | Argentina         | 3                 |  |  |             |              |             |
|  | 6.B               | Indie             | 2                 |  |  |             |              |             |
|  |                   |                   |                   |  |  | 5.A         | Argentina    | 1           |
|  |                   |                   |                   |  |  | 6.A         | Japonsko     | 2           |
|  | 5.B               | Jižní Afrika      | 2                 |  |  |             |              |             |
|  | 6.A               | Japonsko          | 5                 |  |  | O 11. místo | O 11. místo  | O 11. místo |
|  |                   |                   |                   |  |  | 6.B         | Indie        | 1           |
|  |                   |                   |                   |  |  | 5.B         | Jižní Afrika | 0           |

### Schéma zápasů o 5. až 8. místo
|  | O 5. až 8. místo | O 5. až 8. místo | O 5. až 8. místo |  |  | O 5. místo | O 5. místo  | O 5. místo |
|  |                  |                  |                  |  |  |            |             |            |
|  | 3.A              | Nový Zéland      | 3                |  |  |            |             |            |
|  | 4.B              | Anglie           | 4                |  |  |            |             |            |
|  |                  |                  |                  |  |  | 4.B        | Anglie      | 1          |
|  |                  |                  |                  |  |  | 4.A        | Pákistán    | 0          |
|  | 3.B              | Nizozemsko       | 2                |  |  |            |             |            |
|  | 4.A              | Pákistán         | 3                |  |  | O 7. místo | O 7. místo  | O 7. místo |
|  |                  |                  |                  |  |  | 3.A        | Nový Zéland | 0          |
|  |                  |                  |                  |  |  | 3.B        | Nizozemsko  | 3          |

### Schéma zápasů o medaile
|  | Semifinále | Semifinále  | Semifinále |  |  | Finále      | Finále      | Finále      |
|  |            |             |            |  |  |             |             |             |
|  | 1.A        | Austrálie   | 4          |  |  |             |             |             |
|  | 2.B        | Jižní Korea | 2          |  |  |             |             |             |
|  |            |             |            |  |  | 1.A         | Austrálie   | 3           |
|  |            |             |            |  |  | 1.B         | Německo     | 4           |
|  | 1.B        | Německo     | 2(3)       |  |  |             |             |             |
|  | 2.A        | Španělsko   | 2(1)       |  |  | Třetí místo | Třetí místo | Třetí místo |
|  |            |             |            |  |  | 2.B         | Jižní Korea | 2           |
|  |            |             |            |  |  | 2.A         | Španělsko   | 3           |

## Konečné pořadí
| Poř. | Tým          |
| ---- | ------------ |
| 1.   | Německo      |
| 2.   | Austrálie    |
| 3.   | Španělsko    |
| 4.   | Jižní Korea  |
| 5.   | Anglie       |
| 6.   | Pákistán     |
| 7.   | Nizozemsko   |
| 8.   | Nový Zéland  |
| 9.   | Japonsko     |
| 10.  | Argentina    |
| 11.  | Indie        |
| 12.  | Jižní Afrika |